# Banda das Três Ordens
A Banda das Três Ordens é a insígnia privativa da magistratura presidencial portuguesa, que não pode ser usada fora do exercício do cargo de Presidente da República Portuguesa. É a condecoração que distingue o Presidente da República como Grão-Mestre de todas as ordens honoríficas de Portugal. 
A Banda das Três Ordens não é uma ordem honorífica mas uma condecoração que reúne, numa só insígnia, as Grã-Cruzes das Antigas Ordens Militares de Cristo, de Avis e de Sant’Iago da Espada, as antigas ordens monástico-militares portuguesas fundadas na Idade Média. Esta singular condecoração tem a sua génese no facto do Papa Júlio III ter concedido in perpetuum à Coroa Portuguesa o Grão-Mestrado das três antigas Ordens Monástico-Militares, pela Bula Praeclara Clarissimi de 30 de Novembro de 1551.

## História
A Banda das Três Ordens reúne numa só insígnia as Grã-Cruzes das Antigas Ordens Militares de Cristo, de Avis e de Sant’Iago da Espada, as antigas ordens monástico-militares portuguesas fundadas na Idade Média. Esta singular condecoração tem a sua génese no facto do Papa Júlio III ter concedido in perpetuum à Coroa Portuguesa o Grão-Mestrado das três antigas Ordens Monástico-Militares, pela Bula Praeclara Clarissimi de 30 de Novembro de 1551.

## Insígnia

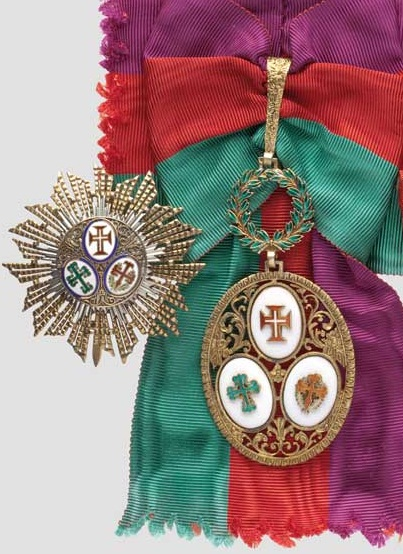
Banda das Três Ordens

A Banda é constituída por três faixas, uma de cada cor: a púrpura representa a Ordem Militar de Sant'Iago da Espada, uma das Ordens das quais são Grão-Mestres; o verde representa a Ordem Militar de Avis e o vermelho representa a Ordem Militar de Cristo. 
A Banda das Três Ordens Portuguesas, como prerrogativa do Chefe do Estado, começou a ser utilizada no reinado de D. Maria I, reunindo assim numa só insígnia as três ordens (Cristo, Avis e Sant'Iago da Espada), das quais os monarcas eram Grão-Mestres. Depois de 1910 essa mesma prerrogativa transitou para os Presidentes da República, como atrás se explica.

## Chefes de Estado
Criada em 1789 pela Rainha D. Maria I, a Banda das Três Ordens foi extinta em 1910. Foi restaurada a 6 de Dezembro de 1918 no mandato do Presidente Sidónio Pais. Até à actualidade 24 Chefes de Estado de Portugal usaram a Banda das Três Ordens.

### Reis
- Rainha D. Maria I (1789–1816)
- Rei D. João VI (1816–1826)
- Rei D. Pedro IV (1826)
- Rainha D. Maria II (1826–1828 e 1834–1853)
- Rei D. Miguel I (1828–1834)
- Rei D. Pedro V (1853–1861)
- Rei D. Luís I (1861–1889)
- Rei D. Carlos I (1889–1908)
- Rei D. Manuel II (1908–1910)

### Presidentes
- Sidónio Pais, 4º Presidente da República (1918)
- Almirante João do Canto e Castro, 5º Presidente da República (1918–1919)
- António José de Almeida, 6º Presidente da República  (1919–1923)
- Manuel Teixeira Gomes, 7º Presidente da República (1923–1925)
- Bernardino Machado, 8º Presidente da República (1925–1926)
- Marechal Óscar Carmona, 11º Presidente da República (1926–1951)
- Marechal Francisco Craveiro Lopes, 12º Presidente da República (1951–1958)
- Almirante Américo Thomaz, 13º Presidente da República (1958–1974)
- Marechal António de Spínola, 14º Presidente da República (1974)
- Marechal Francisco da Costa Gomes, 15º Presidente da República (1974–1976)
- General António Ramalho Eanes, 16º Presidente da República (1976–1986)
- Mário Soares, 17º Presidente da República (1986–1996)
- Jorge Sampaio, 18º Presidente da República (1996–2006)
- Aníbal Cavaco Silva, 19º Presidente da República (2006–2016)
- Marcelo Rebelo de Sousa, 20º Presidente da República (2016–presente)

### Galeria
Nos quadros oficiais de muitos dos Chefes de Estado portugueses dos séculos XIX, XX e XXI, estes surgem representados envergando a Banda das Três Ordens:

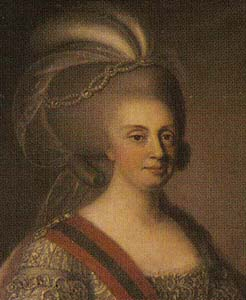
D. Maria I, A Piedosa
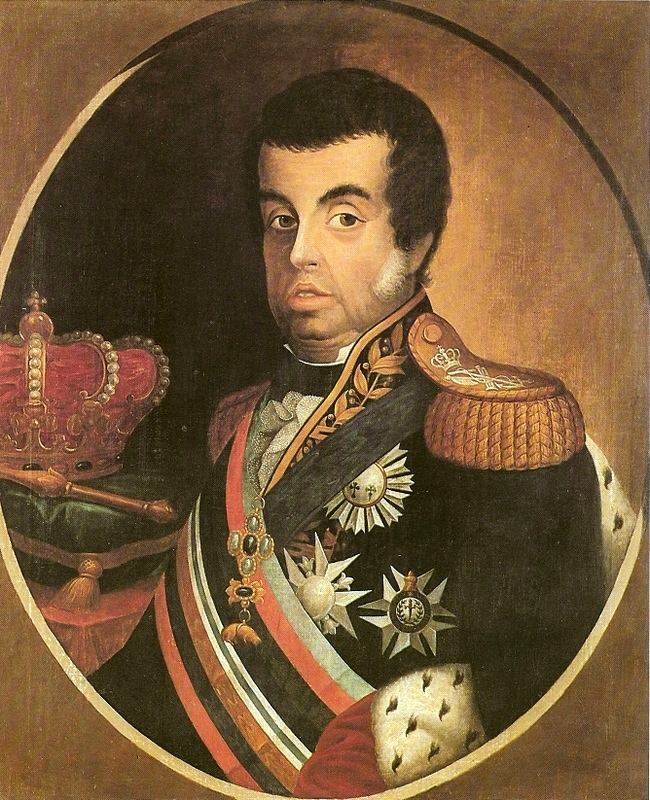
D. João VI, O Clemente
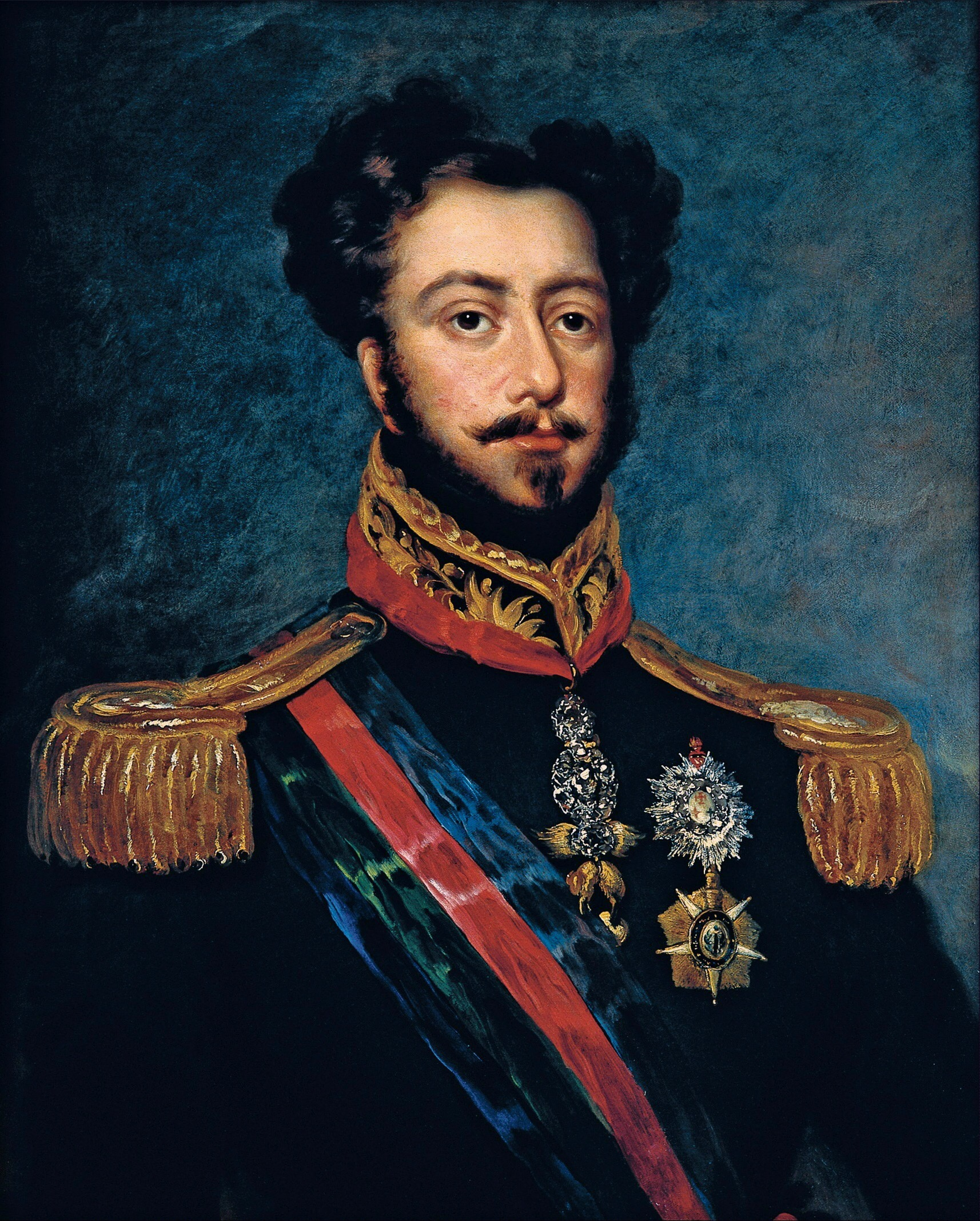
D. Pedro IV, O Rei-Soldado
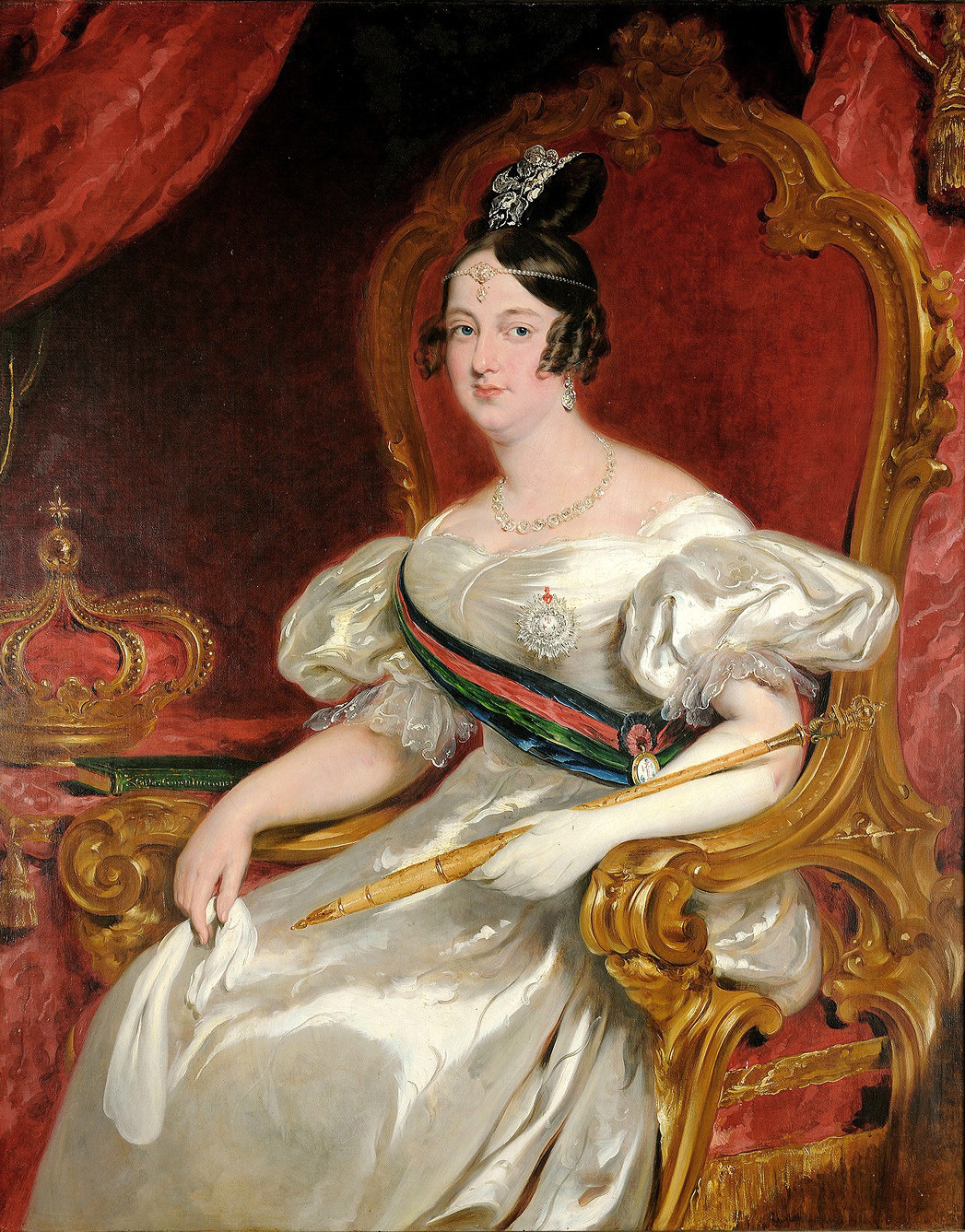
D. Maria II, A Educadora
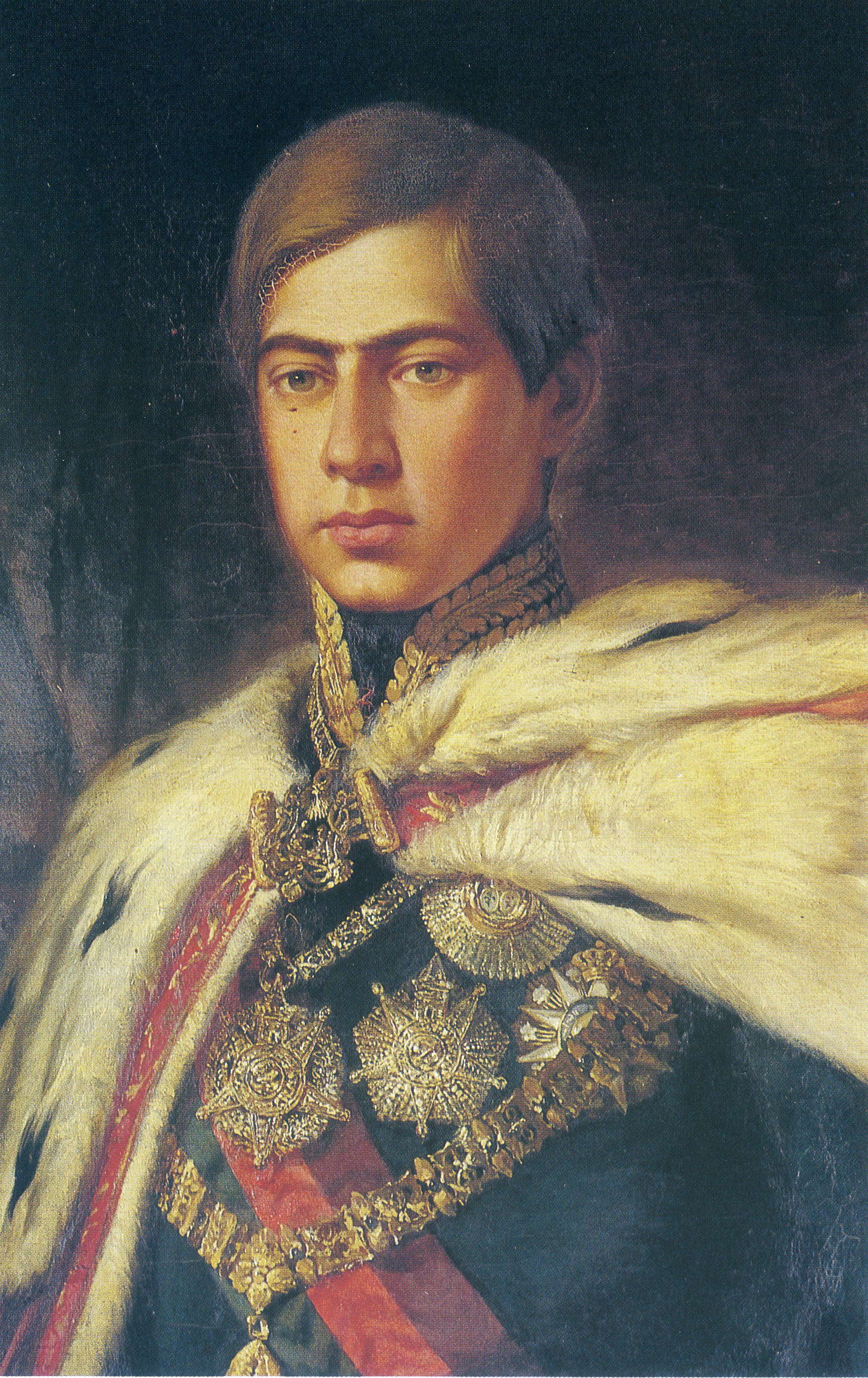
D. Pedro V, o Esperançoso
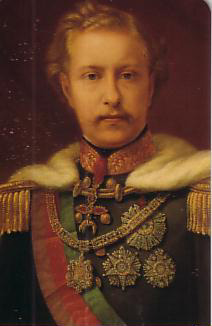
D. Luís I, O Popular
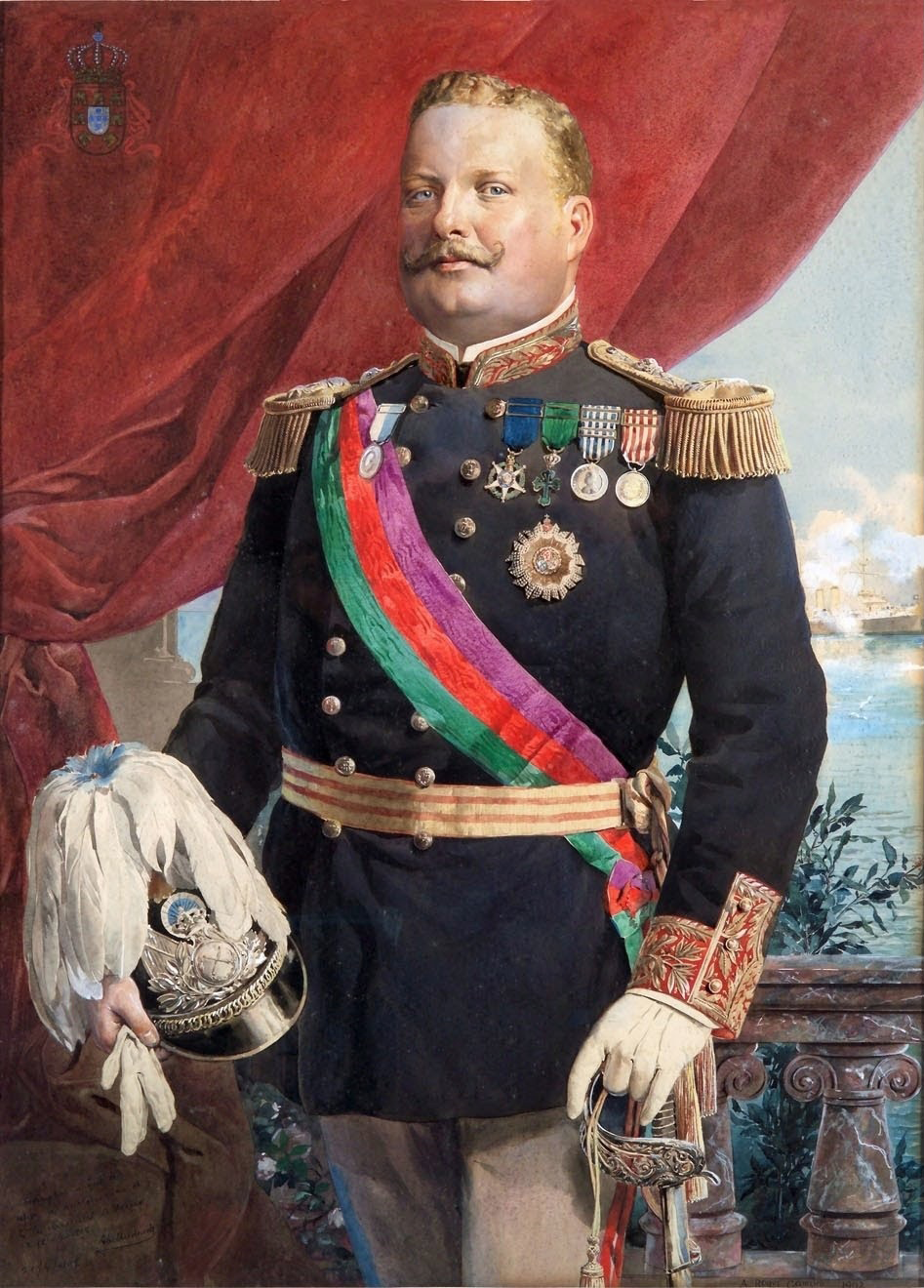
D. Carlos I, O Diplomata
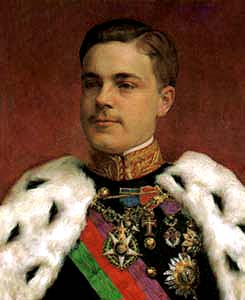
D. Manuel II, O Patriota
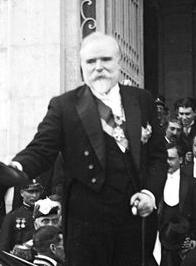
Presidente António José de Almeida
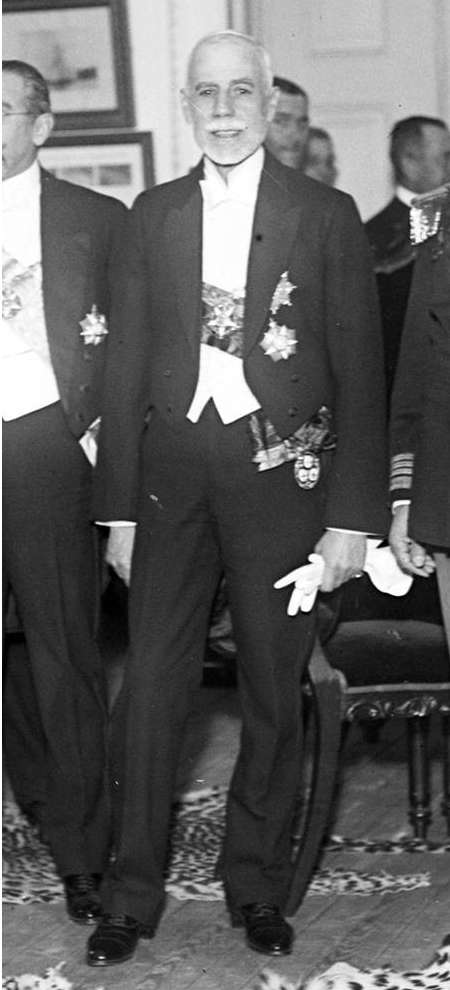
Presidente Manuel Teixeira Gomes
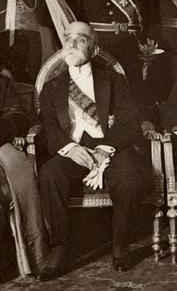
Presidente Bernardino Machado
Presidente Craveiro Lopes
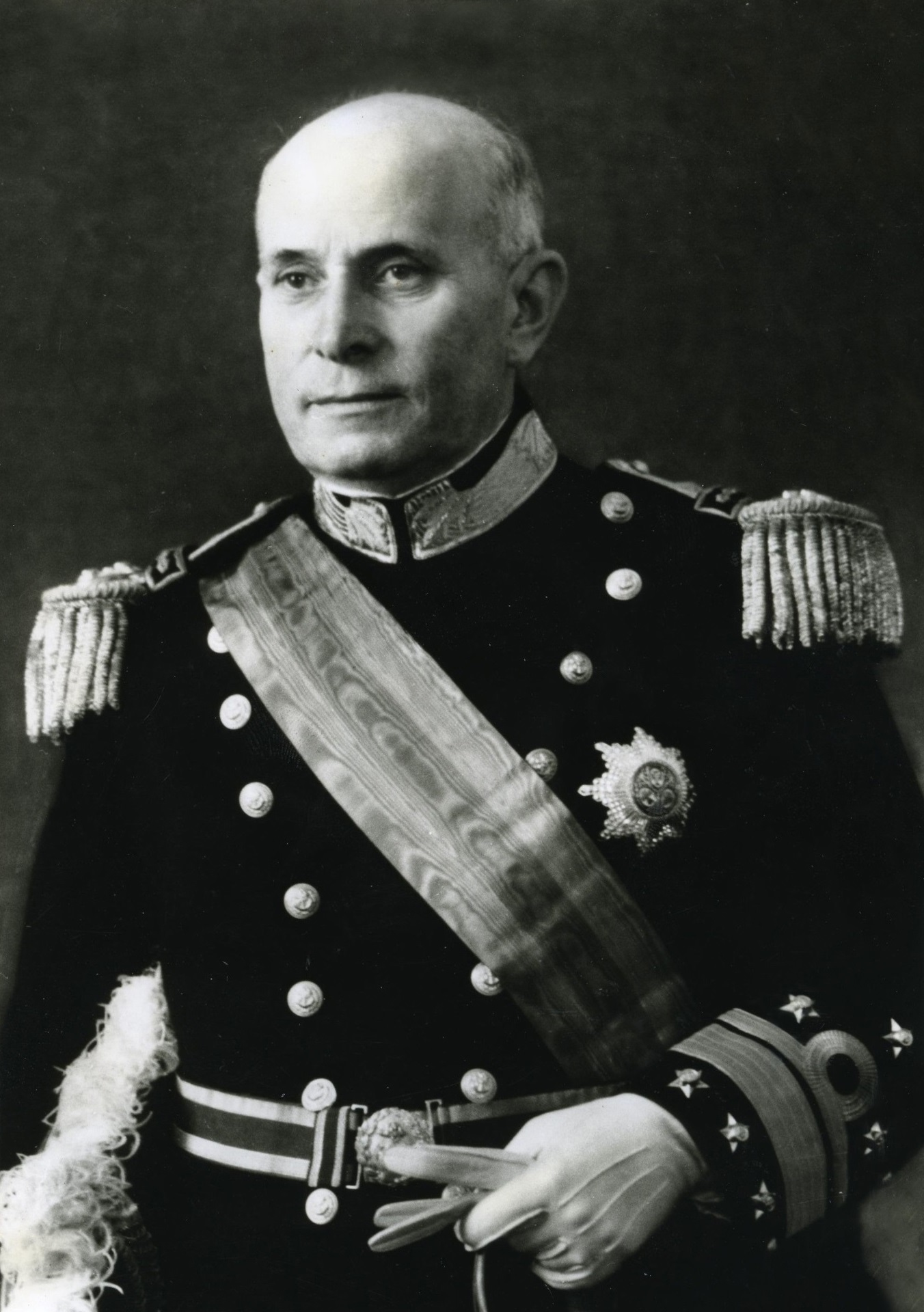
Presidente Américo Thomaz
Presidente Mário Soares

## Concessão a membros da Família Real

### Concessões
A Banda das Três Ordens foi igualmente concedida a outros membros da Família Real. Estava reservada ao Herdeiro da Coroa, designado Príncipe do Brasil até 1815 e, posteriormente, Príncipe Real. Aos Infantes de Portugal estava antes reservada a Banda das Duas Ordens, embora também exista registo da concessão da Banda das Três Ordens a Infantes. 
- Príncipe D. João, Príncipe do Brasil (futuro D. João VI)
- Rei D. Fernando II, Rei de Portugal juris uxoris
- Príncipe D. Pedro, Príncipe Real (futuro D. Pedro V)
- Infante D. Luís, Infante de Portugal (futuro D. Luís I)
- Príncipe D. Carlos, Príncipe Real (futuro D. Carlos I)
- Príncipe D. Luís Filipe, Príncipe Real

### Galeria
Vários retratos dos séculos XIX e XX mostram o uso da Banda das Três Ordens por membros da Família Real.

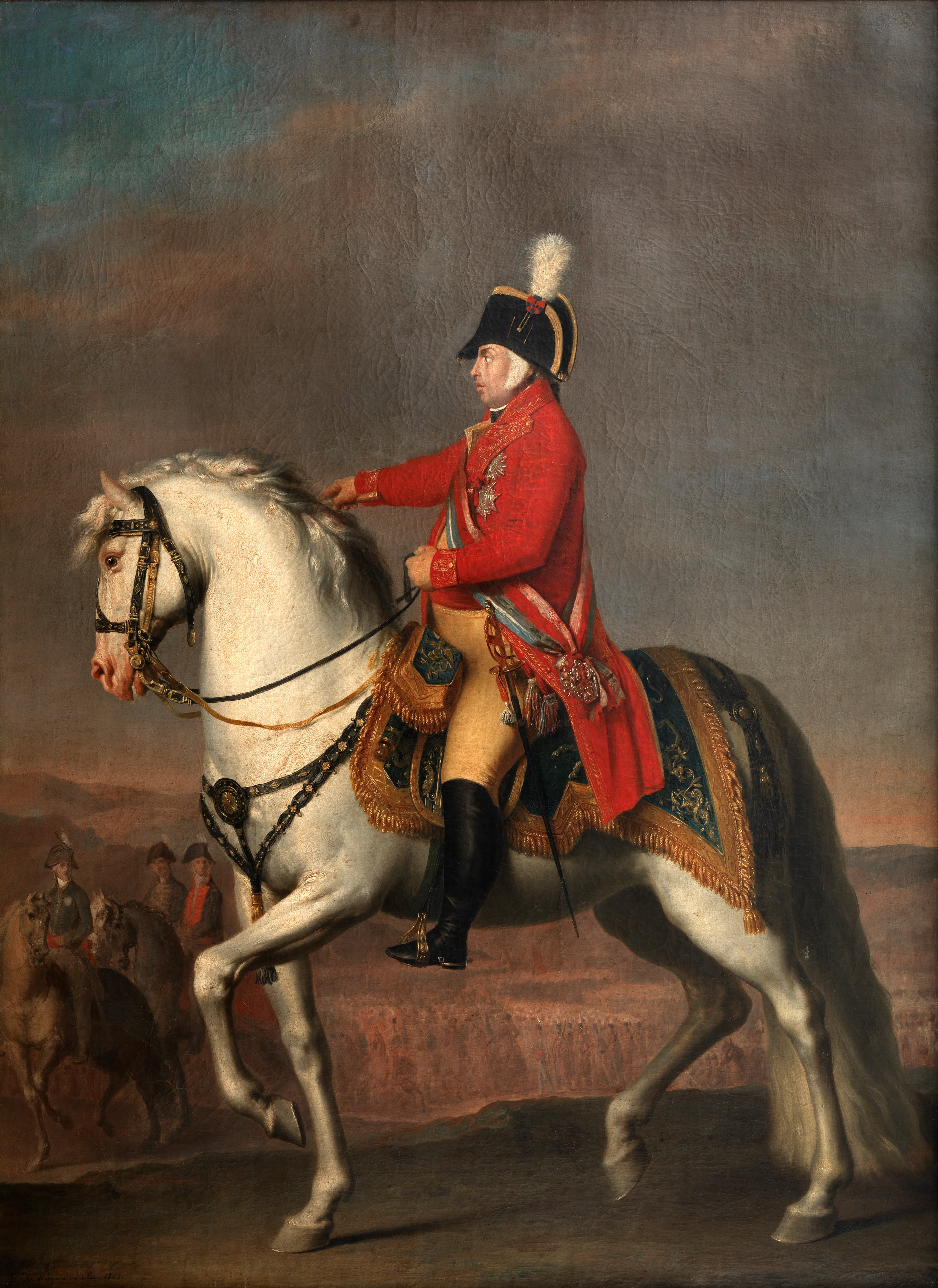
D. João, enquanto Príncipe-Regente
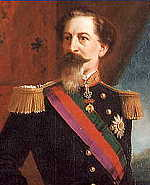
D. Fernando II, Rei de Portugal juris uxoris
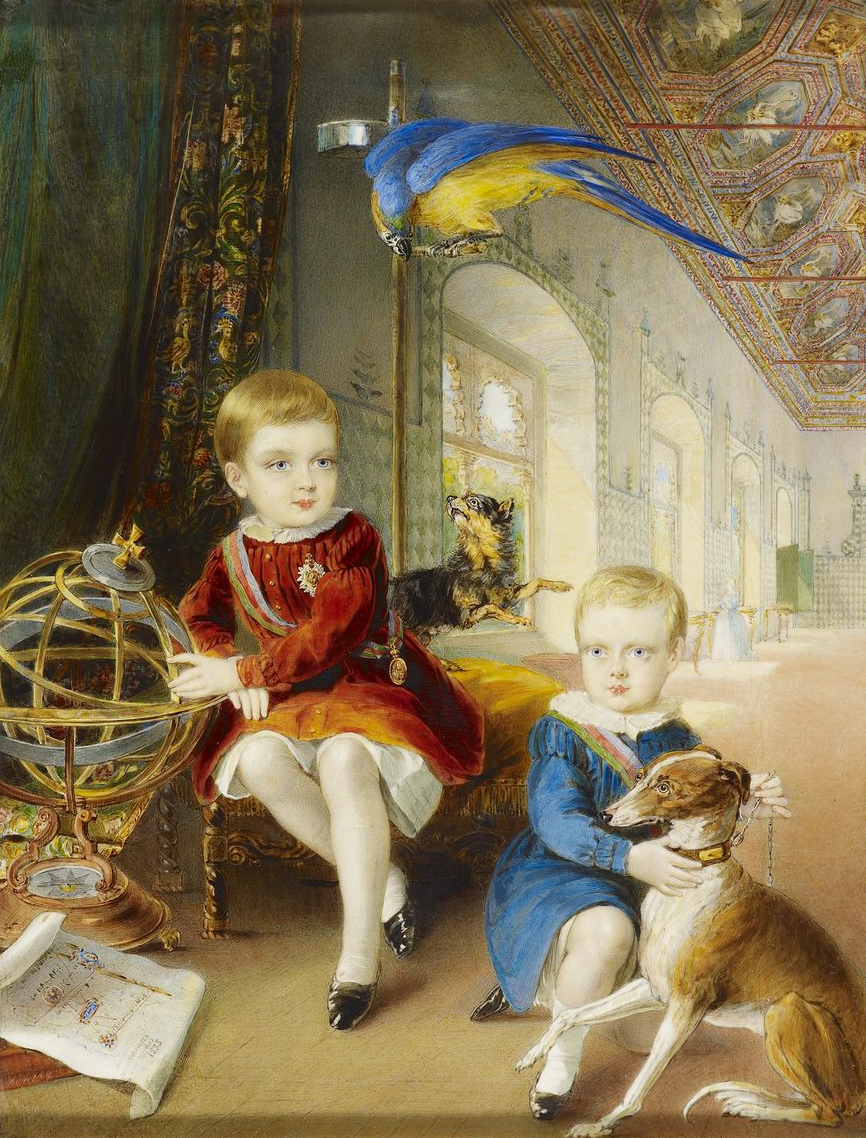
Príncipe D. Pedro e Infante D. Luís (ambos usando a Banda)
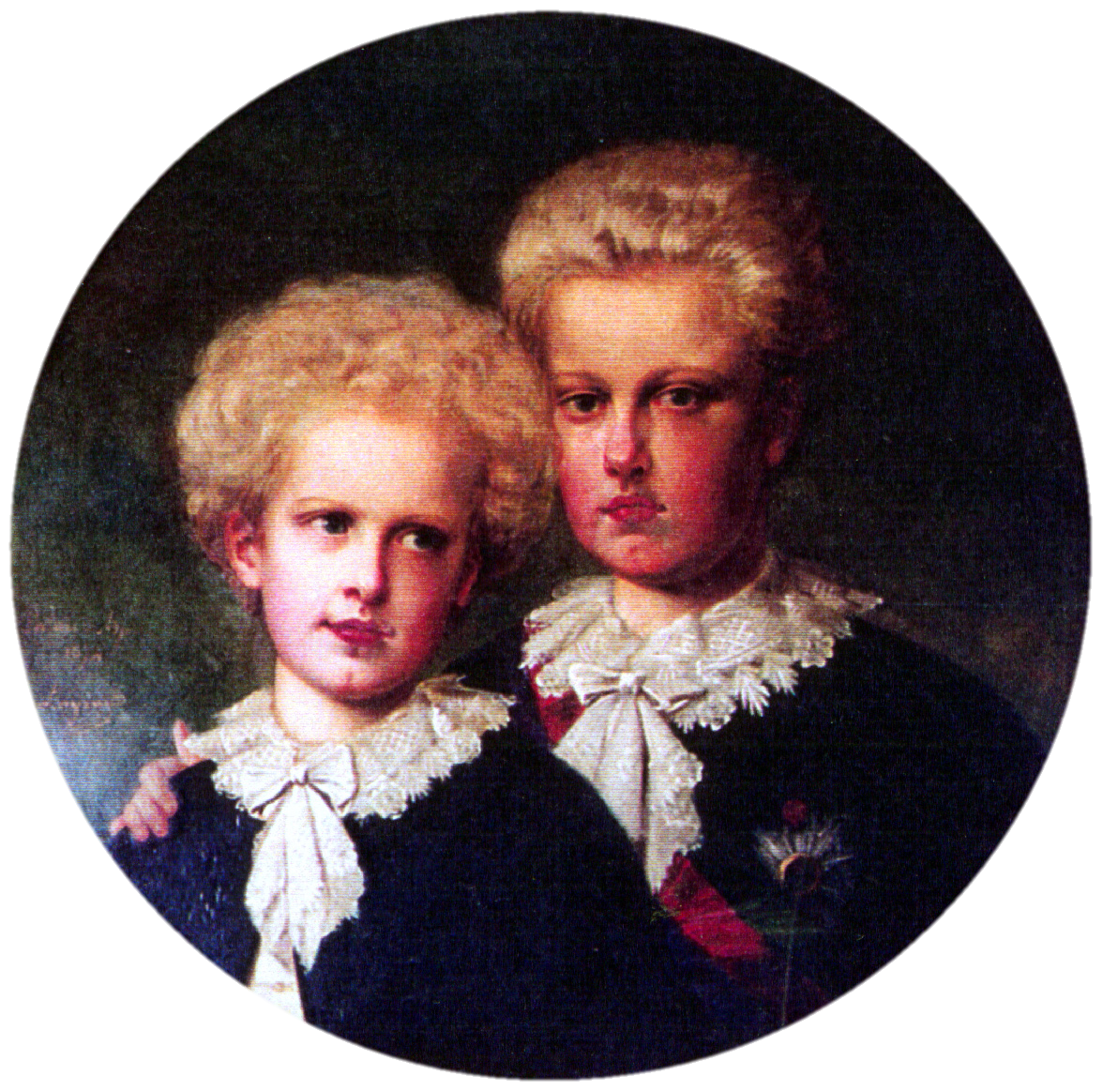
Príncipe D. Carlos (usanda a Banda) com o Infante D. Afonso
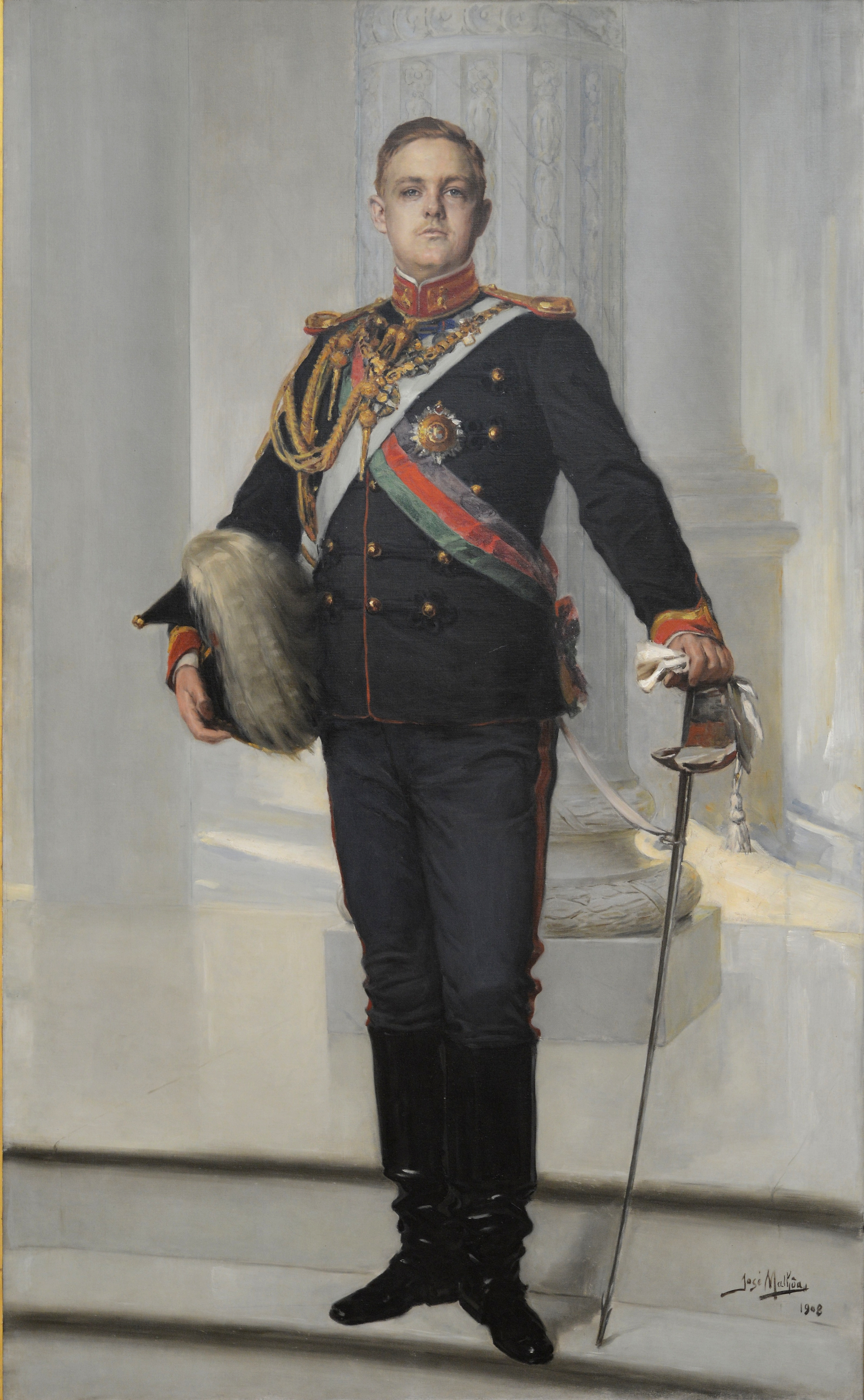
D. Luís Filipe, Príncipe Real

## Concessão a estrangeiros
Durante a monarquia constitucional foi concedida a Monarcas e Chefes de Estado estrangeiros. Após o restabelecimento da Banda das Três Ordens em 1918, depois de ter sido extinta em 1910 conjuntamente com as Antigas Ordens Militares, foi concedida a onze Chefes de Estado estrangeiros.
- Rei Carlos IV de Espanha (1796)
- Imperador Napoleão I de França (1805)
- Rei Jorge IV do Reino Unido (1815)
- Imperador Francisco I da Áustria (1818)
- Rei Luís XVIII de França (1823)
- Czar Alexandre I da Rússia (1824)
- Rei Frederico VI da Dinamarca (1824)
- Rei Guilherme I da Holanda (1825)
- Rei Frederico Guilherme III da Prússia (1825)
- Rei Cristiano VIII da Dinamarca (1841)
- Rei Leopoldo I da Bélgica (1852)
- Rei Jorge V do Reino Unido (1919)
- Rei Alberto I da Bélgica (1919)
- Rei Leopoldo III da Bélgica (1938)
- Rei Jorge VI do Reino Unido (1939)
- Rei Carlos II da Roménia (1939)
- José Café Filho, Presidente do Brasil (1955)
- Rainha Isabel II do Reino Unido (1955)
- Rei Balduíno I da Bélgica (1957)
- Juscelino Kubitschek, Presidente do Brasil (1957)
- Imperador Hailé Selassié da Etiópia (1959)
- Rei Bhumibol da Tailândia (1960)
- Generalíssimo Francisco Franco, Caudilho de Espanha (1962)

Em 1962 a Banda das Três Ordens passou a ser exclusiva do Presidente da República Portuguesa, deixando assim de poder ser atribuída a Chefes de Estado estrangeiros.